# Gertrude Candiru
Gertrude Candiru (sinh ngày 20 tháng 8 năm 1994) là một người chơi cricket nữ Uganda. Vào tháng 7 năm 2018, cô đã có tên trong đội hình của Uganda cho giải đấu Vòng loại thế giới Twenty20 ICC 2018.